# Nižbor
Nižbor är en ort i Tjeckien.   Den ligger i regionen Mellersta Böhmen, i den centrala delen av landet, 30 km väster om huvudstaden Prag. Nižbor ligger 236 meter över havet och antalet invånare är 1 549.
Terrängen runt Nižbor är kuperad åt sydväst, men åt nordost är den platt. Nižbor ligger nere i en dal. Runt Nižbor är det tätbefolkat, med 308 invånare per kvadratkilometer. Närmaste större samhälle är Kladno, 17,9 km norr om Nižbor. I omgivningarna runt Nižbor växer i huvudsak blandskog.